# Ugo II di Broyes
Ugo II Bardoul di Broyes (in francese Hugues II de Broyes; 1065 circa – tra 1110 e 1121) fu un nobile francese che fu signore di Broyes e di Beaufort e soprattutto noto per la sua partecipazione alla crociata del 1101.
Ugo attaccò le terre del nonno Raul dopo la sua morte, avvenuta nel 1074, con il consenso di re Filippo I, malgrado si ritenga che l'attacco fosse stato condotto dal padre o dal tutore. Ugo decise di unirsi alla spedizione lombarda nell'ambito della crociata del 1101, prestando servizio nell'esercito di Stefano II di Blois.

## Discendenza
Ugo sposò Emmeline di Montlhéry, figlia di Milone I di Montlhéry.  Ugo ed Emmelina ebbero tre figli:
- Simone I di Broyes (morto nel 1140), signore di Broyes, sposò Felicita di Brienne, figlia di Erardo I, conte di Brienne.  Il figlio Ugo III di Broyes sposò Isabella, figlia di Roberto I, conte di Dreux;
- Bartolomeo di Broyes;
- Maria di Broyes.

Il fratello di Ugo, Rainardo di Broyes partecipò alla crociata dei poveri, di poco antecedente alla prima crociata, al fianco di Pietro l'Eremita e morendo nell'assedio di Nicea nel 1097.